# Xinxing (köpinghuvudort i Kina, Shaanxi, lat 34,78, long 108,89)
Xinxing (kinesiska: 新兴, 新兴镇) är en köpinghuvudort i Kina. Den ligger i provinsen Shaanxi, i den nordvästra delen av landet, omkring 57 kilometer norr om provinshuvudstaden Xi'an. Antalet invånare är 27 865. Befolkningen består av 13 582 kvinnor och 14 283 män. Barn under 15 år utgör 10,0 %, vuxna 15-64 år 79 %, och äldre över 65 år 9,0 %.
Runt Xinxing är det tätbefolkat, med 659 invånare per kvadratkilometer. Närmaste större samhälle är Tongchuan, 14,9 km norr om Xinxing. Trakten runt Xinxing består till största delen av jordbruksmark.
Genomsnittlig årsnederbörd är 619 millimeter. Den regnigaste månaden är september, med i genomsnitt 142 mm nederbörd, och den torraste är december, med 1 mm nederbörd.